# ニコニコ公式アニメ
ニコニコ公式アニメ（ニコニコこうしきアニメ）では、動画配信サービスニコニコ動画（ニコニコ生放送を含む）で、権利者による認可のもと公式に配信されているアニメについて述べる。
なおここでは、ニコニコ動画での用語に従い、ニコニコ動画からのオンデマンドでの配信を「動画」、ニコニコ生放送からのライブストリーミングでの配信を「放送」（システム上は「生放送」だが、生番組ではないからか説明文などではもっぱら「放送」と呼ばれる）と呼ぶ。
日付は暦日を使う、つまり、24時からは翌日とみなす。ただし一部の公式資料ではテレビ放送同様に翌日0時から5時ごろまでを当日24時から29時ごろとしており、公式の日付は一定しない。

## 配信形態

### 公式配信動画

#### ニコニコアニメチャンネル以前
2007年8月25日～11月10日、PCサイト「超!アニメロ」内のニコニコ動画リンクページにてインターネット限定アニメ『最終試験くじら』が公式配信開始された。
2007年11月22日、超!アニメロ内の特設ページ（ニコニコ動画リンクページ）にてインターネット限定アニメ『Candy☆Boy』が公式配信開始された。
このほか、ライブドアネットアニメが公式配信されていた。

#### ニコニコアニメチャンネル（終了）
2008年4月2日「ニコニコアニメチャンネル」が開設し、アニメ関連の公式コンテンツはここから配信されるようになった。
4月19日から、ニコニコアニメチャンネル最初のコンテンツ（ニコニコアニメとしては2番目）である『ペンギン娘♥はぁと』が配信開始された。次いで『Candy boy』（『Candy☆Boy』の続編）・『おんたま!』と、3作のオリジナルアニメが配信された。
全話公式配信されたテレビアニメとして最初期のものは7月23日配信開始の『ぱにょぱにょデ・ジ・キャラット』と『ぴよこにおまかせぴょ!』である。ニコニコアニメチャンネル内の、デ・ジ・キャラットとのコラボ企画「にょコにょコ動画」の一環として配信された。
10月1日には、TVアニメ史上初『あかね色に染まる坂』の第1話を10000人限定で先行配信。

#### 初期のニコニコチャンネル
2008年12月5日に、コンテンツホルダー向けで有料配信可能な配信サービスであるニコニコチャンネルが開設すると、段階的にだが、公式アニメはニコニコチャンネルから配信されるようになった。
ニコニコチャンネルは有料配信が可能だが、当初は、まずニコニコチャンネルで有料配信開始し、7～11日程度後にニコニコアニメチャンネルで無料配信開始するビジネスモデルだった。第1話が無期限に無料なのは現在と変わらない。
2009年10月3日配信開始の『天体戦士サンレッド』第2期では、現在と同様、1週間無料配信後に有料配信するようになった。

#### 現在のニコニコチャンネル
2010年7月からは、毎期数本～十数本の新作テレビアニメと、若干の旧作アニメ・オリジナルアニメなどが、ニコニコチャンネルからの配信されている。
新作アニメは、作品ごとに決まった曜日・時刻に、毎週1話が配信開始される。新作テレビアニメは、早ければキー局での放送終了直後、遅ければ数週間遅れで、配信開始される。地域によっては遅れネット局より早くなる。一部の作品はニコニコ生放送で先行放送される。
例外はあるが原則として、第1話は無期限に無料配信され、第2話以降は1週間（つまり、最終回以外は次回配信開始まで）無料配信、その後は無期限に有料配信される。ただしいくつかの作品では、第1話も1週間で有料になったり、第2話以降に無料期間がなく最初から有料だったりなど、さまざまなパターンがある。アース・スター エンターテイメント作品は永続的に全話無料配信されている。
旧作アニメは、毎週1話が同様の形態で配信される作品もあるが、全話同時に配信開始・第2話以降は当初より有料の作品が多い。
なんらかの理由で一部話数が配信されないこともある。『お兄ちゃんのことなんかぜんぜん好きじゃないんだからねっ!!』第10話は、大半のテレビ局同様、放送中止となった。理由は公表されていないが、東日本大震災による自主規制と思われる。
多くの作品は、「アニメ・特撮」カテゴリ内の作品専用のチャンネルから配信される。ただし、本編以外の宣伝動画などが同じチャンネルだったり、シリーズ（たとえば第1期と第2期）が同じチャンネルのこともある。テレビ東京の「テレビ東京あにてれちゃんねる」(7ch)、マーベラスAQL（旧マーベラスエンターテイメント）の「マーベラスAQL公式ちゃんねる まべちゃん」(625ch) などでは、1つのチャンネルから多数の作品が配信されている。
CMはまったくないか、角川書店が提供する作品ではAパートとBパートの間にのみ関連商品（BDなど）のCMが入る。竹書房作品では前もしくは後に関連商品もしくは作品自体と無関係な映像商品のCMが入る。アース・スター エンターテイメント作品では前後に関連商品（コミック アース・スターやBD）のCMが入り、動画の最後でスクリプトにより同時配信の同社他作品へ強制移動させられる。いくつかの作品では、最後にニコニコ静画で募集されたエンドカードが表示される。
いずれも、ニコニコチャンネルの配信の出典を提示するためのチャンネルロゴ表示が右下に記載されている。初期では「ニコニコチャンネル」の単体表示、その後は英字表記を含めたもので表示。2019年からは「niconico」の表記となった。
2019年4月現在、放送後に集計されるアンケードで最高評価の「とても良かった」を最も獲得したのは『デュエル・マスターズ!』第25、40話の100%、最低評価の「良くなかった」を最も獲得したのは『けものフレンズ2』第12話の95.3%である。
2024年6月8日に発生したニコニコサービスへの大規模なサイバー攻撃の影響により、ニコニコチャンネルを含むニコニコサービス全体が利用不能になったため、コンテンツの配信も一時停止した。同年8月22日に一部作品の有料配信を再開したが、サービス自体が復旧するまではニコニコインフォにて「Nアニメ(仮)」として最新のコンテンツが掲載されていた。2025年1月7日にサービス自体が復旧すると共に、縮小されていたコンテンツ配信も再開された。2025年2月7日、サービス自体が完全復旧した。

### 通常動画
ごく希に、関係者の個人的なアカウントから配信される作品もある（例: 『ムダヅモ無き改革 -The LEGEND of KOIZUMI-』第1話）。これらは、ニコニコ動画側から見れば公式ではなく、一般利用者がアップロードした動画と変わりない。

### ニコニコ生放送
ニコニコ生放送でライブストリーミング（「放送」と呼ばれる）されるアニメもある。これにはいくつかの形態がある。
なお、動画がチャンネルから配信されている作品でも、放送はほとんどはチャンネルからではない（例外的にチャンネルから放送される作品もある）。
原則として無料。

#### 各話放送
上映会
動画配信されるアニメの一部は、その直前に先行放送される。放送終了時刻と動画配信開始時刻を一致させることが多い。番組タイトルは基本的に『「○○○○（作品タイトル）」アニメ上映会』である。
アニメクルーズ
2011年4月から、先行放送されたアニメの一部は、週末（土曜・日曜）にまとめて再放送される。番組タイトルは『○曜アニメクルーズ』である。

#### 一挙放送
動画配信と無関係に、アニメ全話（時に一部）をまとめて、あるいは数回に分けて、放送されることがある。「一挙放送」などと呼ばれ、細かく分けるといくつかの形態がある。
なお、同様の形態での放送は、アニメ以外でもテレビドラマなどでも見られる。
ニコニコアニメスペシャル
2011年1月から「ニコニコアニメスペシャル」として、不定期に旧作アニメ1作全話をほぼノンストップで放送している。ただし同様の形態での放送は「ニコニコアニメスペシャル」開設以前にも若干あった。アニメ本編以外の放送（スタッフ等の出演、休憩時間など）が含まれたり、直前または直後に別番組として放送されることもある。番組タイトルは基本的に『ニコニコアニメスペシャル「○○○○（作品タイトル）」一挙放送』である。
ニコニコアニメ劇場
2011年8月8日～9月1日の平日計19日、「夏休み特別企画 ニコニコアニメ劇場」として、旧作アニメ数作品が放送された。各日、数作品の数話ずつが1本の長時間番組となっており、各作品は数日で全話（一部例外あり）放送される。番組タイトルは基本的に『夏休み特別企画　ニコニコアニメ劇場～○日目～』である。
その他
テレビ放送途中でニコニコ動画での配信が決まり、テレビ放送済み分を一挙放送してテレビ放送との差を詰めることがある。次回からは、通常のスケジュールで動画配信される。2009年までは、放送分は放送のみ、それ以降は動画配信のみだった。しかし、2011年からは、放送分も動画配信され、動画配信分も先行生放送があるため、生放送・動画のいずれでも全話配信される。ただし、放送分の動画は第1話・最新話以外は無料期間がなく公開当初から有料となる。

## 配信アニメ一覧

### 通常配信一覧
公式動画として配信された、新作アニメと、全話無料だった旧作アニメを挙げる。
他に、第2話以降は有料配信のみの旧作アニメが多数ある。試供品的に1話のみ配信されたアニメなどもある。
| タイトル                                                      | 配信形態                                              | 放送期間                                         | 話数 | 無料 | 注 |
| ------------------------------------------------------------- | ----------------------------------------------------- | ------------------------------------------------ | ---- | ---- | --- |
| 最終試験くじら                                                | 毎週土曜日23:30 - 24:00限定の無料動画配信。           | 2007年8月25日 - 11月10日                         | 12   | 30分 | その後、一時的に再公開した話数もあった。 |
| Candy☆Boy                                                     |                                                       | 2007年11月22日                                   | 1    | ∞    | 全1話。2008年4月2日からは修正版。 |
| ペンギン娘♥はぁと                                             | ニコニコアニメチャンネル発オリジナルアニメ            | 2008年4月19日 - 11月25日                         | 22   | 10日 | 無料配信のみで、2008年11月25日全話配信終了。 12月19日から2009年3月27日にニコニコ生放送。 ドワンゴ・エージー・エンタテインメントからDVDを発売。                            |
| Candy boy                                                     | ニコニコアニメチャンネル発オリジナルアニメ            | 2008年5月2日                                     | 7    | 18日 | 不定期更新。 2話からは、配信開始時または7〜11日遅れで、18〜157日間無料（詳細は番組記事を参照）。 ドワンゴ・エージー・エンタテインメントからDVDを発売。                    |
| 天体戦士サンレッド（第1期）                                   | tvkでの放送終了後ニコニコアニメチャンネルにて動画配信 | 2008年10月3日                                    | 24   |      | 当初は1週間の無料配信のみ。 2009年4月16日より有料（第1話は無料）で配信再開。                                                                                              |
| イヴの時間                                                    | ニコニコアニメチャンネルにて動画配信                  | 2009年4月7日                                     | 6    | 21日 | 不定期更新。 無料配信のみで、2〜4話は次回公開まで、最終話は11月4日まで配信。                                                                                              |
| ティアーズ・トゥ・ティアラ                                    |                                                       | 2009年6月17日                                    | 16   |      | 全26話のうち10話までは生放送のみで、第11話から動画配信。 1週間の無料配信のみ。                                                                                            |
| おんたま!                                                     | ニコニコアニメチャンネル発オリジナルアニメ            | 2009年8月7日                                     | 5    |      | 不定期更新。 ドワンゴ・エージー・エンタテインメントからDVDを発売。 |
| CANAAN                                                        |                                                       | 2009年9月7日                                     | 6    |      | 全13話中7話までは生放送のみで、第8話から動画配信。 1週間の無料配信のみ。                                                                                                  |
| 天体戦士サンレッド（第2期）                                   |                                                       | 2009年10月3日                                    | 24   |      | |
| ヴァイス・サヴァイヴ                                          |                                                       | 12月7日                                          | 16   | ∞    | |
| ヴァイス・サヴァイヴR                                         |                                                       | 12月12日                                         | 12   | ∞    | |
| 黒執事II                                                      |                                                       | 2010年7月8日                                     | 12   |      | |
| 祝福のカンパネラ                                              |                                                       | 7月9日                                           | 12   |      | |
| セキレイ 〜Pure Engagement〜                                  |                                                       | 7月9日                                           | 13   |      | |
| 学園黙示録 HIGHSCHOOL OF THE DEAD                             |                                                       | 7月9日                                           | 12   |      | |
| ストライクウィッチーズ2                                       |                                                       | 7月10日                                          | 12   |      | |
| 戦国BASARA 弐                                                 |                                                       | 8月1日                                           | 12   |      | |
| ブラック★ロックシューター（OVA版）                            |                                                       | 8月19日                                          | 1    | 48日 | 全1話を4動画に分割して同時公開。8月31日配信終了。 11月25日から12月31日まで再配信。 いずれも無料配信のみ。                                                                 |
| カッコカワイイ宣言!（第1期）                                  |                                                       | 10月5日                                          | 5    | ∞    | 不定期更新。無期限に無料配信。 |
| そらのおとしものf                                             |                                                       | 10月8日                                          | 12   |      | |
| 薄桜鬼 碧血録                                                 |                                                       | 10月9日                                          | 11   |      | 第1期総集編「京都回想録」を含む。 |
| おとめ妖怪 ざくろ                                             |                                                       | 10月9日                                          | 13   |      | 第１話＜特別版＞の先行試写 |
| パンティ&ストッキングwithガーターベルト                       |                                                       | 10月9日                                          | 13   |      | 番組内の扱いでは全13回が全28話。 一時配信停止していたが2011年6月10日に有料配信再開。                                                                                      |
| 俺の妹がこんなに可愛いわけがない                              |                                                       | 10月10日                                         | 12   |      | テレビ未放送の第13話が、2011年3月29日から2週間無料配信。 |
| 探偵オペラ ミルキィホームズ                                   |                                                       | 10月11日                                         | 12   |      | 2011年9月8日、「サマースペシャル」が1週間無料・その後有料配信。 |
| 侵略!イカ娘                                                   |                                                       | 10月12日                                         | 12   |      | 基本的に月曜日更新だが、第1話は1日遅く、第6話は3日早い。 |
| とある魔術の禁書目録II                                        |                                                       | 10月14日                                         | 24   |      | 震災のため、2011年3月17日予定だった第22話は2週間、第23話からは1週間延期。                                                                                                 |
| 咎狗の血                                                      |                                                       | 10月14日                                         | 12   |      | |
| FORTUNE ARTERIAL 赤い約束                                     |                                                       | 10月14日                                         | 12   |      | |
| 這いよる! ニャルアニ リメンバー・マイ・ラブ（クラフト先生）   |                                                       | 2011年1月1日                                     | 12   |      | |
| Rio RainbowGate!                                              |                                                       | 2011年1月8日                                     | 13   |      | 震災のため、3月19日予定だった第11話から1週延期。 第10話は2週間無料。 |
| カードファイト!! ヴァンガード                                 |                                                       | 2011年1月9日                                     |      |      | |
| みつどもえ 増量中                                             |                                                       | 2011年1月10日                                    | 8    |      | |
| お兄ちゃんのことなんかぜんぜん好きじゃないんだからねっ!!      |                                                       | 2011年1月12日                                    | 11   |      | 全12話だが、震災のため、3月16日予定だった第10話は配信中止。 第9話は2週間無料。                                                                                            |
| これはゾンビですか?                                           |                                                       | 2011年1月13日                                    | 12   |      | 震災のため、3月17日予定だった第10話から1週延期。 |
| 魔法少女まどか☆マギカ                                         |                                                       | 2011年1月13日                                    | 12   |      | 震災のため、3月17日・24日予定だった第11話・第12話は共に4月25日に延期 （第10話の無料期間延長はなし）。                                                                     |
| Starry☆Sky                                                    |                                                       | 2011年2月3日                                     | 26   |      | |
| ダンボール戦機                                                |                                                       | 2011年3月2日                                     |      |      | |
| 日常                                                          |                                                       | 2011年4月3日                                     | 26   | 3日  | 第7話までは1週間無料、6月5日販売停止し、6月26日配信停止。 8話からは3日無料、配信開始から3週間で販売停止、6週間で配信停止。                                                |
| STEINS;GATE                                                   | 第1話のみ先行放送                                     | 2011年4月3日                                     | 24   |      | |
| 30歳の保健体育                                                |                                                       | 2011年4月9日                                     | 12   |      | |
| 花咲くいろは                                                  |                                                       | 2011年4月9日                                     | 26   |      | |
| そふてにっ                                                    |                                                       | 2011年4月10日                                    | 12   |      | |
| よんでますよ、アザゼルさん。                                  |                                                       | 2011年4月11日                                    | 13   |      | |
| 変ゼミ                                                        |                                                       | 2011年4月11日                                    | 13   |      | |
| 戦国乙女〜桃色パラドックス〜                                  |                                                       | 2011年4月11日                                    | 13   |      | |
| Dororonえん魔くん メ〜ラめら                                  |                                                       | 2011年4月17日                                    | 12   |      | |
| アスタロッテのおもちゃ!                                       |                                                       | 2011年4月18日                                    | 12   |      | |
| Aチャンネル                                                   |                                                       | 2011年4月19日                                    | 12   |      | |
| デッドマン・ワンダーランド                                    |                                                       | 2011年4月23日                                    | 12   |      | |
| イナズマイレブンGO                                            |                                                       | 2011年5月4日                                     |      | 有料 | 第2話まで無期限に無料、第3話からは無料無し。 |
| 星空へ架かる橋                                                |                                                       | 2011年5月6日                                     | 12   | 有料 | 第1話・第2話は同時公開。 |
| 俺たちに翼はない                                              |                                                       | 2011年5月6日                                     | 12   | 有料 | |
| DOG DAYS                                                      |                                                       | 2011年5月21日                                    | 13   | 一部 | 第1話〜第7話を一挙放送のち同時に動画公開。 第2話〜第6話は無料なし、第7話からは1週間。 第8話からは通常の新作テレビアニメと同じ。                                           |
| アップルシード XIII                                           |                                                       | 2011年6月3日                                     | 13   | 有料 | 不定期更新。 |
| BLOOD-C                                                       | 第1話のみ2000人限定で先行放送                         | 2011年7月1日                                     | 12   |      | |
| うたの☆プリンスさまっ♪ マジLOVE1000％                         |                                                       | 2011年7月5日 - 9月27日                           | 13   |      | |
| 森田さんは無口。                                              |                                                       | 2011年7月8日                                     | 26   |      | 第2期『森田さんは無口。2』を含む。 |
| ロウきゅーぶ!                                                 |                                                       | 2011年7月9日                                     | 12   |      | 8月20日は更新休止。 |
| 快盗天使ツインエンジェル〜キュンキュン☆ときめきパラダイス!!〜 |                                                       | 2011年7月9日                                     | 12   |      | |
| ゆるゆり                                                      |                                                       | 2011年7月12日                                    | 12   |      | |
| 異国迷路のクロワーゼ The Animation                            |                                                       | 2011年7月13日                                    | 12   | 有料 | |
| R-15                                                          |                                                       | 2011年7月13日                                    | 12   |      | |
| 神様のメモ帳                                                  |                                                       | 2011年7月14日                                    | 12   |      | |
| バカとテストと召喚獣にっ!                                     |                                                       | 2011年7月15日                                    | 13   |      | |
| いつか天魔の黒ウサギ                                          |                                                       | 2011年7月16日                                    | 12   |      | |
| プリティーリズム・オーロラドリーム                            |                                                       | 2011年7月17日                                    | 54   |      | 第1話〜第13話を一挙放送のち同時に動画公開。第2話〜第12話は同時公開から1週間、第13話からは1週間。 第14話からは通常の新作テレビアニメと同じ。                               |
| 神様ドォルズ                                                  |                                                       | 2011年7月18日                                    | 13   | 有料 | |
| 猫神やおよろず                                                |                                                       | 2011年7月29日                                    | 12   | 有料 | 第1話・第2話は同時公開。第9話は1日遅れの9月17日。 |
| THE IDOLM@STER                                                |                                                       | 2011年8月1日                                     | 25   |      | 1週間の無料配信のみで配信終了。 |
| こぴはん                                                      |                                                       | 2011年8月12日                                    |      | ∞    | 隔週新作公開。 |
| 輪るピングドラム                                              |                                                       | 2011年8月12日                                    | 24   |      | 9月23日は更新休止。 |
| カッコカワイイ宣言!（2期）                                    |                                                       | 2011年8月26日                                    | 10   | ∞    | 不定期更新。 |
| 侵略!?イカ娘                                                  |                                                       | 2011年10月4日                                    | 12   |      | テレビ東京の放送休止に該当する週（11月1日・15日）は配信休止。 |
| 戦国☆パラダイス -極-                                          |                                                       | 2011年10月4日                                    |      |      | |
| C3 -シーキューブ-                                             |                                                       | 2011年10月5日                                    | 12   |      | |
| ましろ色シンフォニー                                          |                                                       | 2011年10月6日                                    | 12   |      | |
| 君と僕。                                                      |                                                       | 2011年10月7日                                    | 13   |      | |
| Fate/Zero                                                     |                                                       | 2011年10月8日                                    | 13   |      | 第1話は10月31日まで無料配信。 |
| 真剣で私に恋しなさい!!                                        |                                                       | 2011年10月8日                                    | 12   |      | |
| 未来日記                                                      | ニコニコ先行配信                                      | 2011年10月9日 - 2012年4月15日                    |      |      | |
| WORKING´!!                                                    |                                                       | 2011年10月9日 - 2012年1月1日                     | 13   |      | |
| ベン・トー                                                    |                                                       | 2011年10月12日 - 12月28日                        | 12   |      | |
| gdgd妖精s                                                     |                                                       | 2011年10月13日 - 12月29日                        | 12   | 14日 | |
| 灼眼のシャナIII-FINAL-                                        |                                                       | 2011年10月14日                                   |      |      | |
| ペルソナ4                                                     |                                                       | 2011年10月16日                                   |      |      | |
| ラストエグザイル-銀翼のファム-                                |                                                       | 2011年10月24日                                   |      | 有料 | |
| 男子高校生の日常（Web先行配信版）                             |                                                       | 2011年11月3日 - 12月22日                         | 8    | 14日 | 2週間の限定無料配信のみで配信終了。 |
| ポヨポヨ観察日記                                              |                                                       | 2012年1月5日                                     |      |      | 第1話〜第5話まで無料。第6話からは通常の新作テレビアニメと同じ。 |
| リコーダーとランドセル ド♪                                    |                                                       | 2012年1月6日                                     |      |      | |
| アクエリオンEVOL                                              | 第1話・第2話のみテレビ東京と同時放送                  | 2012年1月9日 - 7月                               | 26   |      | |
| 探偵オペラ ミルキィホームズ 第2幕                             |                                                       | 2012年1月9日                                     |      |      | |
| 戦姫絶唱シンフォギア                                          |                                                       | 2012年1月10日                                    |      |      | |
| BRAVE10                                                       |                                                       | 2012年1月11日                                    |      |      | |
| 男子高校生の日常                                              |                                                       | 2012年1月11日                                    |      |      | チャンネル内でのラジオ配信がある。 |
| 輪廻のラグランジェ                                            |                                                       | 2012年1月12日                                    |      |      | |
| モーレツ宇宙海賊                                              |                                                       | 2012年1月14日                                    |      |      | |
| 偽物語                                                        |                                                       | 2012年1月15日                                    |      |      | |
| パパのいうことを聞きなさい!                                   |                                                       | 2012年1月17日                                    |      |      | |
| アクエリオンEVOL                                              |                                                       | 2012年1月17日                                    |      |      | |
| ダンボール戦機W                                               |                                                       | 2012年1月19日                                    |      |      | |
| 妖狐×僕SS                                                     |                                                       | 2012年1月22日                                    |      |      | |
| ハイスクールD×D                                               |                                                       | 2012年1月27日                                    |      | 有料 | |
| 新テニスの王子様                                              |                                                       | 2012年1月30日                                    |      |      | 第1話〜第4話を一挙放送のち同時に動画公開。第2話〜第4話は同時公開から1週間、 5話からは通常の新作テレビアニメと同じ。                                                       |
| ゼロの使い魔F                                                 |                                                       | 2012年2月3日                                     |      | 有料 | |
| ブラック★ロックシューター（TV版）                             |                                                       | 2012年2月3日                                     |      |      | 1週間の無料配信のみで配信終了。 |
| しばいぬ子さん                                                |                                                       | 2012年4月1日                                     |      |      | |
| ZETMAN                                                        |                                                       | 2012年4月3日                                     |      |      | |
| 緋色の欠片                                                    |                                                       | 2012年4月5日                                     |      |      | |
| リコーダーとランドセル レ♪                                    |                                                       | 2012年4月5日                                     |      |      | |
| 君と僕。2                                                     |                                                       | 2012年4月6日                                     |      |      | |
| うぽって!!                                                    | ニコニコ生放送先行配信                                | 2012年4月7日 - 6月9日                            |      |      | |
| ゆるめいつ 3でぃ                                              |                                                       | 2012年4月7日                                     |      |      | |
| カードファイト!! ヴァンガード アジアサーキット編              |                                                       | 2012年4月8日                                     |      |      | |
| 秘密結社鷹の爪NEO                                             |                                                       | 2012年4月8日                                     |      |      | |
| めだかボックス                                                |                                                       | 2012年4月8日                                     |      |      | |
| アクセル・ワールド                                            |                                                       | 2012年4月10日                                    |      |      | |
| 這いよれ! ニャル子さん                                        |                                                       | 2012年4月11日                                    |      |      | 第1話の配信開始日から9日後の4月20日に、第1話の再生数が100万を突破した （第1話のみずっと無料放送であることも含まれるが、ニコニコ公式アニメの中では最速での達成となった）。 |
| 謎の彼女X                                                     |                                                       | 2012年4月13日                                    |      |      | |
| 夏色キセキ                                                    |                                                       | 2012年4月13日                                    |      |      | |
| Fate/Zero 2ndシーズン                                         |                                                       | 2012年4月15日                                    |      |      | |
| 咲-Saki-阿知賀編 episode of side-A                            |                                                       | 2012年4月17日                                    |      |      | |
| シャイニング・ハーツ 〜幸せのパン〜                           |                                                       | 2012年4月19日                                    |      |      | |
| プリティーリズム・ディアマイフューチャー                      |                                                       | 2012年4月20日                                    |      |      | |
| クイーンズブレイド リベリオン                                 |                                                       | 2012年4月20日                                    |      | 有料 | 有料配信のみ |
| ヨルムンガンド                                                |                                                       | 2012年4月21日                                    |      |      | |
| 戦国コレクション                                              |                                                       | 4月24日                                          |      |      | |
| 黄昏乙女×アムネジア                                           |                                                       | 2012年4月27日                                    |      | 有料 | |
| ゆるゆり♪♪                                                    |                                                       | 2012年7月3日                                     |      |      | |
| 人類は衰退しました                                            |                                                       | 2012年7月5日                                     |      |      | |
| 輪廻のラグランジェ season2                                    |                                                       | 2012年7月6日                                     |      |      | |
| ちとせげっちゅ!!                                              |                                                       | 2012年7月6日                                     |      |      | |
| TARI TARI                                                     |                                                       | 2012年7月7日                                     |      |      | |
| トータル・イクリプス                                          |                                                       | 2012年7月8日                                     |      |      | |
| アルカナ・ファミリア -La storia della Arcana Famiglia-        |                                                       | 2012年7月8日                                     |      |      | |
| ソードアート・オンライン                                      |                                                       | 2012年7月9日                                     |      |      | |
| 薄桜鬼 黎明録                                                 |                                                       | 2012年7月12日                                    |      |      | |
| カンピオーネ! 〜まつろわぬ神々と神殺しの魔王〜                |                                                       | 2012年7月12日                                    |      |      | |
| ココロコネクト                                                |                                                       | 2012年7月14日                                    |      |      | |
| えびてん 公立海老栖川高校天悶部                               | ニコニコ生放送先行配信                                | 2012年7月14日 - 9月15日                          |      |      | タイムシフト非対応 |
| じょしらく                                                    |                                                       | 2012年7月15日                                    |      |      | |
| だから僕は、Hができない。                                     |                                                       | 2012年7月16日                                    |      |      | |
| 織田信奈の野望                                                |                                                       | 2012年7月16日                                    |      |      | |
| 超訳百人一首 うた恋い。                                       |                                                       | 2012年7月17日                                    |      |      | |
| はぐれ勇者の鬼畜美学                                          |                                                       | 2012年7月27日                                    |      | 有料 | |
| 恋と選挙とチョコレート                                        |                                                       | 2012年8月31日                                    |      | 有料 | 有料配信のみ |
| うーさーのその日暮らし                                        |                                                       | 2012年10月3日                                    |      |      | |
| 緋色の欠片 第二章                                             |                                                       | 2012年10月4日                                    |      |      | |
| 新世界より                                                    |                                                       | 2012年10月5日                                    |      |      | |
| となりの怪物くん                                              |                                                       | 2012年10月6日                                    |      |      | |
| てーきゅう                                                    |                                                       | 2012年10月8日                                    |      |      | |
| BTOOOM!                                                       |                                                       | 2012年10月8日                                    |      |      | |
| 中二病でも恋がしたい！                                        |                                                       | 2012年10月10日                                   |      |      | タイムシフト非対応 |
| ジョジョの奇妙な冒険                                          |                                                       | 2012年10月11日                                   |      | 有料 | |
| ハヤテのごとく! CAN'T TAKE MY EYES OFF YOU                    |                                                       | 2012年10月12日                                   |      |      | |
| リトルバスターズ!                                             |                                                       | 2012年10月12日                                   |      |      | |
| 好きっていいなよ。                                            |                                                       | 2012年10月13日                                   |      |      | |
| 生徒会の一存 Lv.2                                             | ニコニコ生放送先行配信                                | 2012年10月13日 - 12月15日                        |      |      | タイムシフト非対応 |
| K                                                             |                                                       | 2012年10月14日                                   |      |      | |
| めだかボックス アブノーマル                                   |                                                       | 2012年10月14日                                   |      |      | |
| イクシオン サーガ DT                                          |                                                       | 2012年10月15日                                   |      |      | |
| さくら荘のペットな彼女                                        |                                                       | 2012年10月15日                                   |      |      | |
| To LOVEる -とらぶる- ダークネス                               |                                                       | 2012年10月17日                                   |      | 有料 | |
| お兄ちゃんだけど愛さえあれば関係ないよねっ                    |                                                       | 2012年10月19日                                   |      | 有料 | |
| ヨルムンガンド PERFECT ORDER                                  |                                                       | 2012年10月20日                                   |      |      | |
| バクマン。3                                                   |                                                       | 2012年10月21日                                   |      | 有料 | |
| gdgd妖精s（ぐだぐだフェアリーーズ）－第2期－                  |                                                       | 2012年12月28日                                   |      |      | |
| ぷちます! -プチ・アイドルマスター-                            |                                                       | 2013年1月1日                                     |      |      | |
| まんがーる!                                                   |                                                       | 2013年1月3日                                     |      |      | |
| ヤマノススメ                                                  |                                                       | 2013年1月3日                                     |      |      | |
| あいまいみー                                                  |                                                       | 2013年1月4日                                     |      |      | |
| D.C.III 〜ダ・カーポIII〜                                     |                                                       | 2013年1月8日                                     |      |      | |
| 戦勇。                                                        | テレビ東京放送終了後、ニコニコチャンネルにて動画配信  | 2013年1月9日                                     |      |      | |
| AMNESIA                                                       |                                                       | 2013年1月10日                                    |      |      | |
| 俺の彼女と幼なじみが修羅場すぎる                              |                                                       | 2013年1月11日                                    |      |      | |
| 閃乱カグラ                                                    |                                                       | 2013年1月11日                                    |      |      | |
| まおゆう魔王勇者                                              |                                                       | 2013年1月11日                                    |      |      | |
| キューティクル探偵因幡                                        |                                                       | 2013年1月12日                                    |      |      | |
| THE UNLIMITED 兵部京介                                        |                                                       | 2013年1月12日                                    |      |      | |
| 琴浦さん                                                      |                                                       | 2013年1月12日                                    |      |      | |
| ビビッドレッド・オペレーション                                |                                                       | 2013年1月13日                                    |      |      | |
| カードファイト!! ヴァンガード リンクジョーカー編              |                                                       | 2013年1月15日                                    |      |      | |
| ラブライブ!                                                   |                                                       | 2013年1月20日                                    |      |      | |
| ヘタリア The Beautiful World                                  |                                                       | 2013年1月28日                                    |      |      | |
| RDG レッドデータガール                                        | ニコニコ生放送先行配信                                | 2013年3月16日 - 6月1日                           |      |      | |
| デート・ア・ライブ                                            | ニコニコ生放送先行配信                                | 2013年3月31日 - 6月16日                          |      |      | |
| うたの☆プリンスさまっ♪ マジLOVE2000%                          |                                                       | 2013年4月7日 - 6月30日                           |      |      | |
| Fate/kaleid liner プリズマ☆イリヤ                             | ニコニコ生放送先行配信                                | 2013年7月6日 - 9月7日                            |      |      | |
| 戦姫絶唱シンフォギアG                                         |                                                       | 2013年7月7日 - 9月29日                           |      |      | |
| WHITE ALBUM2                                                  |                                                       | 2013年10月8日 - 12月31日                         |      |      | |
| とある飛空士への恋歌                                          | TOKYO MXと同時放送                                    | 2014年1月6日 - 3月31日                           |      |      | |
| メカクシティアクターズ                                        | TOKYO MX、BS11他と同時放送                            | 2014年4月13日 - 6月29日                          |      |      | |
| 美少女戦士セーラームーンCrystal                               | ニコニコにて世界同時配信                              | 2014年7月5日 - 2015年7月18日                     |      |      | |
| アルドノア・ゼロ                                              | TOKYO MX、BS11他と同時放送                            | 2014年7月6日 - 9月21日、2015年1月11日 - 3月29日  |      |      | |
| 召しませロードス島戦記 〜それっておいしいの?〜                | TOKYO MXでの放送終了後ニコニコチャンネルにて動画配信  | 2014年4月6日 - 6月29日                           |      |      | |
| 大図書館の羊飼い                                              | TOKYO MXと同時放送                                    | 2014年10月9日 - 12月25日                         |      |      | |
| ガンスリンガー ストラトス                                     | TOKYO MX、BS11他と同時放送                            | 2015年4月4日 - 6月20日                           |      |      | |
| ワンパンマン                                                  | テレビ東京と同時放送                                  | 2015年10月5日 - 12月21日                         |      |      | |
| ラブライブ！サンシャイン!!                                    | TOKYO MX、バンダイチャンネル他と同時放送              | 2016年7月2日 - 9月24日、2017年10月7日 - 12月30日 |      |      | |
| 龍の歯医者                                                    | WEB最速配信                                           | 2017年2月19日 - 2月26日                          |      |      | |
| テイルズ オブ ゼスティリア ザ クロス                          | TOKYO MXと同時放送                                    | 2016年7月3日 - 9月25日、                         |      |      | |
| アイドルメモリーズ                                            | TOKYO MXと同時放送                                    | 2016年10月3日 - 12月19日                         |      |      | |
| ポプテピピック                                                | TOKYO MX、BS11、AbemaTVと同時放送                     | 2018年1月7日 - 3月25日                           |      |      | |
| ゴブリンスレイヤー                                            |                                                       | 2018年10月7日 - 12月30日                         |      |      | |
| バーチャルさんはみている                                      | TOKYO MX、Periscopeと同時放送                         | 2019年1月9日 -                                   |      |      | |

1. ↑    - 空欄: 第1話以外、7日間無料。
  - XX日: 最短でXX日無料。通常、第1話は無期限に無料で、第2話からその期間となる（話数により異なる場合は「注」欄参照）。
  - ∞: 無料配信終了の予定なし。
  - 有料: 第1話（一部、第1話・第2話）以外、有料配信のみ。
  - 一部: 一部の話数が有料配信のみ（詳細は「注」欄参照、特記なければ第1話・有料動画以外の無料期間は7日）。
  - 中止: 配信中止。

### 一挙放送一覧
| タイトル                                                       | 話数     | 初出時期   | 初出時期 | 配信日         | 配信日 | 総時間      | 来場者数    | ページ | 種類 | 備考                                   |
| -------------------------------------------------------------- | -------- | ---------- | -------- | -------------- | ------ | ----------- | ----------- | ------ | ---- | -------------------------------------- |
| ドルアーガの塔 〜the Aegis of URUK〜                           | 全12話   | 2008年04月 | 06月     | 2009年01月08日 |        | 05:35       | 005万1113人 |        |      |                                        |
| ティアーズ・トゥ・ティアラ                                     | 1–4話    | 2009年04月 | 09月     | 2009年06月15日 |        | 01:35       | 001万5017人 |        |      | 第11話からは動画配信のみ               |
| ティアーズ・トゥ・ティアラ                                     | 5–8話    | 2009年04月 | 09月     | 2009年06月16日 |        | 01:38       | 001万2189人 |        |      | 第11話からは動画配信のみ               |
| ティアーズ・トゥ・ティアラ                                     | 9–10話   | 2009年04月 | 09月     | 2009年06月17日 |        | 00:50       | 000万6644人 |        |      | 第11話からは動画配信のみ               |
| Candy Boy                                                      | 1–6話    | 2008年05月 | 09年     | 2009年05月08日 |        | 01:32       | 001万5282人 |        |      | 最終話（第7話）は動画配信のみ          |
| CANAAN                                                         | 1–2話    | 2009年07月 | 08月     | 2009年08月17日 |        | 00:56       | 002万5495人 |        |      | 第8話からは動画配信のみ                |
| CANAAN                                                         | 3–4話    | 2009年07月 | 08月     | 2009年08月18日 |        | 01:26       | 003万3710人 |        |      | 第8話からは動画配信のみ                |
| CANAAN                                                         | 5–7話    | 2009年07月 | 08月     | 2009年08月21日 |        | 01:18       | 001万9754人 |        |      | 第8話からは動画配信のみ                |
| 鉄腕アトム（1980年版）                                         | 4話分    | 1980年10月 | 81年     | 2009年10月10日 |        | 01:41       | 000万5090人 |        |      | 第5・24・25・30話                      |
| ドルアーガの塔～the Sword of URUK～                            | 1–11話   | 2009年01月 | 03月     | 2010年03月26日 |        | 05:19       | 003万4830人 |        |      | 最終話（第12話）の配信はなし           |
| 天体戦士サンレッド（第1期）                                    | 全26話   | 2008年10月 | 03月     | 2010年04月18日 |        | 06:20       | 003万3619人 |        |      |                                        |
| イヴの時間                                                     | 全06話   | 2008年08月 | 09年     | 2010年07月28日 |        | 02:15       | 003万2247人 |        |      |                                        |
| ひぷほぷ                                                       | 前半4話  | 2010年04月 | 07月     | 2010年08月25日 |        | 01:08       | 001万9110人 |        |      |                                        |
| ひぷほぷ                                                       | 後半4話  | 2010年08月 | 01月     | 2011年01月19日 |        | 01:10       | 003万2176人 |        |      |                                        |
| らき☆すた                                                      | 全24話   | 2007年04月 | 09月     | 2011年01月02日 |        | 10:46       | 057万0758人 |        | スペ |                                        |
| らき☆すたOVA                                                   | 全01話   | 2008年09月 | 09月     | 2011年01月02日 |        | 10:46       | 057万0758人 |        | スペ |                                        |
| 化物語                                                         | 全15話   | 2009年07月 | 10年     | 2011年01月03日 |        | 05:11       | 052万0062人 |        | スペ | テレビ未放送3話を含む                  |
| 俺の妹がこんなに可愛いわけがない                               | 全12話   | 2010年10月 | 12月     | 2011年02月12日 |        | 05:17       | 029万1407人 |        | スペ |                                        |
| これはゾンビですか?                                            | 1–6話    | 2011年01月 | 02月     | 2011年02月20日 |        | 03:02       | 006万4697人 |        |      | 通常配信中の番組のまとめ               |
| デュラララ!!                                                   | 全24話   | 2009年01月 | 06月     | 2011年02月26日 |        | 05:45       | 032万5974人 |        | スペ |                                        |
| さよなら絶望先生                                               | 全12話   | 2007年07月 | 09月     | 2011年03月12日 |        | 00:00       | 001万1451人 |        | スペ | 震災により「中止・延期」               |
| 【俗・】さよなら絶望先生                                       | 全13話   | 2008年01月 | 03月     | 2011年03月12日 |        | 00:00       | 001万1451人 |        | スペ | 震災により「中止・延期」               |
| 【懺・】さよなら絶望先生                                       | 全13話   | 2009年07月 | 09月     | 2011年03月12日 |        | 00:00       | 001万1451人 |        | スペ | 震災により「中止・延期」               |
| ひぐらしのなく頃に                                             | 前半13話 | 2006年04月 | 09月     | 2011年04月29日 |        | 05:45       | 053万7167人 |        | スペ |                                        |
| ひぐらしのなく頃に                                             | 後半13話 | 2006年04月 | 09月     | 2011年04月30日 |        | 05:50       | 046万8442人 |        | スペ |                                        |
| DOG DAYS                                                       | 1–4話    | 2011年04月 | 04月     | 2011年05月21日 |        | 01:38       | 004万5440人 |        |      | 第8話からは通常配信                    |
| DOG DAYS                                                       | 5–7話    | 2011年04月 | 05月     | 2011年05月21日 | 01:13  | 005万7462人 |             |        |      | 第8話からは通常配信                    |
| 戦国BASARA                                                     | 全12話   | 2009年04月 | 06月     | 2011年05月28日 |        | 05:15       | 014万9455人 |        | スペ |                                        |
| 戦国BASARA弐                                                   | 全12話   | 2010年07月 | 09月     | 2011年05月29日 |        | 05:12       | 012万3621人 |        | スペ |                                        |
| ひぐらしのなく頃に解                                           | 前半13話 | 2007年07月 | 12月     | 2011年06月11日 |        | 07:11       | 050万5154人 |        | スペ |                                        |
| ひぐらしのなく頃に解                                           | 後半11話 | 2007年07月 | 12月     | 2011年06月12日 |        | 05:01       | 046万1001人 |        | スペ |                                        |
| 魔法少女まどか☆マギカ                                          | 全12話   | 2011年01月 | 04月     | 2011年06月18日 |        | 05:25       | 104万2162人 |        | スペ | 日台同時生配信                         |
| らき☆すた                                                      | 前半12話 | 2007年04月 | 06月     | 2011年07月02日 |        | 05:21       | 036万9132人 |        | スペ | 日台同時生配信                         |
| らき☆すた                                                      | 後半12話 | 2007年07月 | 09月     | 2011年07月03日 |        | 05:33       | 031万8139人 |        | スペ | 日台同時生配信                         |
| 聖痕のクェイサー                                               | 前半12話 | 2010年04月 | 09月     | 2011年07月09日 |        | 05:12       | 014万2046人 |        | スペ |                                        |
| 聖痕のクェイサー                                               | 後半12話 | 2010年04月 | 09月     | 2011年07月10日 |        | 05:09       | 010万3927人 |        | スペ |                                        |
| プリティーリズム・オーロラドリーム                             | 1–13話   | 2011年04月 | 07月     | 2011年07月16日 |        | 05:28       | 007万7056人 |        | スペ | 第14話からは通常配信                   |
| サムライチャンプルー -SAMURAI CHAMPLOO-                        | 全26話   | 2004年05月 | 05年     | 2011年07月17日 |        | 11:38       | 030万2098人 |        | スペ |                                        |
| 探偵オペラ ミルキィホームズ                                    | 全12話   | 2010年10月 | 12月     | 2011年08月06日 |        | 05:22       | 017万3768人 |        | スペ |                                        |
| キスダムR –ENGAGE planet-                                      | 全26話   | 2007年04月 | 08年     | 2011年08月06日 |        | 11:30       | 013万7170人 |        | スペ |                                        |
| 侵略!イカ娘                                                    | 全12話   | 2010年10月 | 12月     | 2011年08月08日 | 11日   | 4日間       | [ * 5 ]     | [劇]   | 劇場 |                                        |
| Dororonえん魔くん メ～ラめら                                   | 全12話   | 2011年04月 | 06月     | 2011年08月08日 | 11日   | 4日間       | [ * 5 ]     | [劇]   | 劇場 |                                        |
| いぬかみっ!                                                    | 全26話   | 2006年04月 | 09月     | 2011年08月08日 | 18日   | 9日間       | [ * 5 ]     | [劇]   | 劇場 |                                        |
| 猫神やおよろず                                                 | 1–3話    | 2011年07月 | 08月     | 2011年08月12日 |        | 1日間       | [ * 5 ]     | [劇]   | 劇場 |                                        |
| 猫神やおよろず                                                 | 4–6話    | 2011年07月 | 08月     | 2011年09月02日 |        | 01:15       | 002万5398人 |        |      |                                        |
| 荒川アンダー ザ ブリッジ                                       | 全13話   | 2010年04月 | 06月     | 2011年08月12日 | 17日   | 4日間       | [ * 5 ]     | [劇]   | 劇場 |                                        |
| ネギま!?                                                       | 全26話   | 2006年10月 | 03月     | 2011年08月15日 | 25日   | 9日間       | [ * 5 ]     | [劇]   | 劇場 |                                        |
| 荒川アンダー ザ ブリッジ×ブリッジ                              | 全13話   | 2010年10月 | 12月     | 2011年08月18日 | 23日   | 4日間       | [ * 5 ]     | [劇]   | 劇場 |                                        |
| るろうに剣心 -明治剣客浪漫譚- 追憶編                           | 全04話   | 1999年02月 | 09月     | 2011年08月20日 |        | 02:06       | 012万0347人 |        |      |                                        |
| Fate/stay night                                                | 全24話   | 2006年01月 | 06月     | 2011年08月23日 | 01日   | 8日間       | [ * 5 ]     | [劇]   | 劇場 | 各話放送後に動画配信開始               |
| タイムボカンシリーズ ヤッターマン                              | 傑作選   | 1977年01月 | 79年     | 2011年08月24日 | 01日   | 7日間       | [ * 5 ]     | [劇]   | 劇場 | 本放送期間は第1回から最終回まで        |
| カッコカワイイ宣言!（第1期）                                   | 全05話   | 2010年11月 | 11月     | 2011年08月26日 |        | 00:25       | 002万7955人 |        |      |                                        |
| カッコカワイイ宣言!（第2期）                                   | 第1話    | 2011年08月 | 08月     | 2011年08月26日 |        | 00:25       | 002万7955人 |        |      |                                        |
| マリア様がみてる                                               | 全13話   | 2004年01月 | 04月     | 2011年08月26日 | 01日   | 5日間       | [ * 5 ]     | [劇]   | 劇場 |                                        |
| ストライクウィッチーズ                                         | 全12話   | 2008年07月 | 09月     | 2011年08月30日 |        | 05:22       | 017万2367人 |        | スペ |                                        |
| ストライクウィッチーズ2                                        | 全12話   | 2010年07月 | 09月     | 2011年08月31日 |        | 05:24       | 012万0975人 |        | スペ |                                        |
| さよなら絶望先生                                               | 全12話   | 2007年07月 | 09月     | 2011年09月17日 |        | 05:28       | 027万0044   |        | スペ |                                        |
| 【俗・】さよなら絶望先生                                       | 全13話   | 2008年01月 | 03月     | 2011年09月18日 | 05:52  | 023万3992人 |             |        | スペ |                                        |
| 【懺・】さよなら絶望先生                                       | 全13話   | 2009年07月 | 09月     | 2011年09月19日 | 05:42  | 020万1143人 |             |        | スペ |                                        |
| 快盗天使ツインエンジェル 〜キュンキュン☆ときめきパラダイス!!〜 | 1–?話    | 2011年07月 | 09月     | 2011年09月22日 |        | 02:35       | 003万9151人 |        |      | 最終回直前にその前の回まで             |
| 快盗天使ツインエンジェル 〜キュンキュン☆ときめきパラダイス!!〜 | ?–11話   | 2011年07月 | 09月     | 2011年09月23日 |        | 0           | 00          |        |      | 最終回直前にその前の回まで             |
| うたの☆プリンスさまっ♪ マジLOVE1000％                          | 1–12話   | 2011年07月 | 09月     | 2011年09月23日 |        | 0           | 0           |        | スペ | 最終回直前にその前の回まで             |
| WORKING!!                                                      | 全13話   | 2010年04月 | 09月     | 2011年09月24日 |        | 0           | 0           |        | スペ | 第2期第1話は先行放送（テレビ放送済み） |
| WORKING'!!                                                     | 第1話    | 2011年10月 | 10月     | 2011年09月24日 |        | 0           | 0           |        | スペ | 第2期第1話は先行放送（テレビ放送済み） |
| 神様ドォルズ                                                   | 1–7話    | 2011年07月 | 08月     | 2011年09月24日 | 25日   | 2日間       | [ * 5 ]     |        |      |                                        |
| 猫神やおよろず                                                 | 1–7話    | 2011年07月 | 08月     | 2011年09月24日 | 25日   | 2日間       | [ * 5 ]     |        |      |                                        |
| 神様のメモ帳                                                   | 1–8話    | 2011年07月 | 08月     | 2011年09月24日 | 25日   | 2日間       | [ * 5 ]     |        |      |                                        |
| 探偵オペラ ミルキィホームズ                                    | 全12話   | 2010年10月 | 12月     | 2011年12月24日 |        | 06:35       | 016万9984人 |        | スペ | サマー・スペシャル1話を含む            |
| ギャラクシーエンジェる〜ん                                     | 全13話   | 2006年10月 | 12月     | 2011年12月25日 |        | 06:00       | 012万9833人 |        | スペ |                                        |
| School Days                                                    | 全13話   | 2007年7月  | 9月      | 2011年12月26日 |        | 05:44       | 029万9720人 |        | スペ |                                        |
| THE FROGMAN SHOW                                               | 全12話   | 2006年04月 | 09月     | 2011年12月28日 |        | 04:21       | 011万3976人 |        | スペ | TVシリーズ本編のみ                     |
| 秘密結社鷹の爪 カウントダウン                                  | 全11話   | 2009年10月 | 12月     | 2011年12月28日 |        | 04:21       | 011万3976人 |        | スペ | TVシリーズ本編のみ                     |
| 灼眼のシャナIII-FINAL-                                         | 1-12話   | 2011年10月 | 12月     | 2011年12月29日 |        | 05:12       | 009万9389人 |        | スペ |                                        |
| 化物語                                                         | 全15話   | 2009年7月  | 9月      | 2011年12月31日 |        | 07:17       | 052万1322人 |        | スペ | テレビ未放送3話を含む                  |
| トップをねらえ!                                                | 全6話    | 1988年     |          | 2012年01月01日 |        | 09:44       | 043万5054人 |        | スペ | 劇場版2作品を含む                      |
| トップをねらえ2!                                               | 全6話    | 2004年11月 |          | 2012年01月01日 |        | 09:44       | 043万5054人 |        | スペ | 劇場版2作品を含む                      |
| 創聖のアクエリオン                                             | 全26話   | 2005年04月 | 9月      | 2012年02月02日 |        | 13:50       | 051万6077人 |        | スペ | OVA2作品を含む                         |
| ギルティクラウン                                               | 1-11話   | 2011年10月 |          | 2012年01月03日 |        | 04:40       | 022万3470人 |        | スペ |                                        |

1. ↑  1番組の場合は（放送中に日付が変わっても）終了日を記さない。
2. ↑  番組開始時刻から終了時刻までの時間。休憩時間などを含む。
「ニコニコアニメ劇場」などの場合は配信日数。
3. ↑  
  - スペ: ニコニコアニメスペシャル
  - 劇場: ニコニコアニメ劇場
4. ↑  ニコニコ生放送公式番組『ラップスター咲』内オリジナルアニメ。
5. 1 2 3 4 5  複数作品が同一番組で放送されたので各作品ごとのデータはない。